# Llista de topònims de Saus, Camallera i Llampaies
Llista de topònims (noms propis de lloc) del municipi de Saus, Camallera i Llampaies, a l'Alt Empordà
Informació actualitzada per un bot. Els canvis manuals es perdran quan s'actualitzi!

## carrer
| imatge | Nom                  | Ubicat a                    | instància de | Detalls                     | coordenades                                          | Protecció                                  | Commons (més fotos)                    | Dades a WD                    |
| ------ | -------------------- | --------------------------- | ------------ | --------------------------- | ---------------------------------------------------- | ------------------------------------------ | -------------------------------------- | ----------------------------- |
|        | Carrer Empordà       | Saus, Camallera i Llampaies | carrer       |                             | 42° 07′ 24″ N, 2° 57′ 54″ E / 42.123426°N,2.964935°E |                                            | Houses in carrer Empordà               | Modifica les dades a Wikidata |
|        | Carrer Major de Saus | Saus                        | carrer       | Estil: arquitectura popular | 42° 07′ 57″ N, 2° 58′ 39″ E / 42.132494°N,2.977544°E | bé integrant del patrimoni cultural català | Carrer Major de Saus                   | Modifica les dades a Wikidata |
|        | carrer Josep Ribot   | Saus, Camallera i Llampaies | carrer       |                             | 42° 07′ 21″ N, 2° 57′ 54″ E / 42.12239°N,2.965069°E  |                                            | Houses in carrer Josep Ribot           | Modifica les dades a Wikidata |
|        | carrer de les Eres   | Saus                        | carrer       | Estil: arquitectura popular | 42° 07′ 57″ N, 2° 58′ 41″ E / 42.132512°N,2.978089°E | bé integrant del patrimoni cultural català | Conjunt de cases al carrer de les Eres | Modifica les dades a Wikidata |

## casa
| imatge | Nom                                         | Ubicat a                    | instància de | Detalls                                                               | coordenades                                                                                  | Protecció                                  | Commons (més fotos)                         | Dades a WD                    |
| ------ | ------------------------------------------- | --------------------------- | ------------ | --------------------------------------------------------------------- | -------------------------------------------------------------------------------------------- | ------------------------------------------ | ------------------------------------------- | ----------------------------- |
|        | Can Cuero                                   | Saus, Camallera i Llampaies | casa         | Estil: arquitectura barroca arquitectura popular                      | 42° 07′ 58″ N, 2° 58′ 39″ E / 42.132813°N,2.977399°E 70 msnm                                 | bé integrant del patrimoni cultural català | Can Cuero                                   | Modifica les dades a Wikidata |
|        | Can Dalmau                                  | Saus, Camallera i Llampaies | casa         | Estil: arquitectura popular                                           | 42° 07′ 58″ N, 2° 58′ 41″ E / 42.132877°N,2.977925°E 77 msnm                                 | bé integrant del patrimoni cultural català | Can Dalmau (Saus)                           | Modifica les dades a Wikidata |
|        | Can Feliu                                   | Saus, Camallera i Llampaies | casa         | Estil: arquitectura gòtica arquitectura popular                       | 42° 07′ 22″ N, 2° 57′ 43″ E / 42.122884°N,2.961856°E 94 msnm                                 | bé integrant del patrimoni cultural català | Can Feliu (Camallera)                       | Modifica les dades a Wikidata |
|        | Can Ferrer Fàbrega                          | Saus, Camallera i Llampaies | casa         | Estil: arquitectura popular                                           | 42° 07′ 22″ N, 2° 57′ 45″ E / 42.122704°N,2.962389°E 90 msnm                                 | bé integrant del patrimoni cultural català | Can Ferrer Fàbrega                          | Modifica les dades a Wikidata |
|        | Can Ferrer Pagès                            | Saus, Camallera i Llampaies | casa         | Estil: arquitectura popular                                           | 42° 07′ 23″ N, 2° 57′ 44″ E / 42.122979°N,2.962171°E 90 msnm                                 | bé integrant del patrimoni cultural català | Can Ferrer Pagès (Camallera)                | Modifica les dades a Wikidata |
|        | Can Gener                                   | Saus, Camallera i Llampaies | casa         | Estil: arquitectura gòtica                                            | 42° 07′ 18″ N, 2° 56′ 11″ E / 42.121531°N,2.9365°E 106 msnm                                  | bé integrant del patrimoni cultural català | Can Gener (Llampaies)                       | Modifica les dades a Wikidata |
|        | Can Gil                                     | Saus, Camallera i Llampaies | casa         | Estil: arquitectura gòtica arquitectura popular                       | 42° 07′ 19″ N, 2° 56′ 12″ E / 42.121955°N,2.936687°E 108 msnm                                | bé integrant del patrimoni cultural català | Can Gil de Llampaies                        | Modifica les dades a Wikidata |
|        | Can Gou                                     | Saus, Camallera i Llampaies | casa         | Estil: arquitectura modernista 1926                                   | 42° 07′ 26″ N, 2° 57′ 52″ E / 42.123781°N,2.964493°E ca:carrer Raval, 12 84 msnm             | bé integrant del patrimoni cultural català | Can Gou                                     | Modifica les dades a Wikidata |
|        | Can Pelaio                                  | Saus, Camallera i Llampaies | casa         | Estil: arquitectura popular                                           | 42° 07′ 27″ N, 2° 57′ 53″ E / 42.124042°N,2.964638°E 81 msnm                                 | bé integrant del patrimoni cultural català | Can Pelaio                                  | Modifica les dades a Wikidata |
|        | Can Selleres                                | Saus, Camallera i Llampaies | casa         | Estil: arquitectura popular                                           | 42° 07′ 19″ N, 2° 56′ 12″ E / 42.121847°N,2.936681°E 107 msnm                                | bé integrant del patrimoni cultural català | Can Selleres                                | Modifica les dades a Wikidata |
|        | Can Simon                                   | Saus, Camallera i Llampaies | casa         | Estil: arquitectura popular                                           | 42° 07′ 56″ N, 2° 58′ 39″ E / 42.132291°N,2.977538°E                                         | bé integrant del patrimoni cultural català |                                             | Modifica les dades a Wikidata |
|        | Can Torrent                                 | Saus, Camallera i Llampaies | casa         | Estil: arquitectura popular                                           | 42° 07′ 19″ N, 2° 57′ 44″ E / 42.121849°N,2.962099°E 91 msnm                                 | bé integrant del patrimoni cultural català | Can Torrent (Camallera)                     | Modifica les dades a Wikidata |
|        | casa Gibert                                 | Saus, Camallera i Llampaies | casa         | Estil: arquitectura popular                                           | 42° 07′ 18″ N, 2° 57′ 47″ E / 42.12175°N,2.963085°E 88 msnm                                  | bé integrant del patrimoni cultural català | Casa Gibert (Camallera)                     | Modifica les dades a Wikidata |
|        | casa a la travessia de l'Església           | Camallera                   | casa         | Estil: arquitectura popular                                           | 42° 07′ 22″ N, 2° 57′ 44″ E / 42.122736°N,2.962225°E 93 msnm                                 | bé integrant del patrimoni cultural català | Casa a la travessia de l'Església           | Modifica les dades a Wikidata |
|        | casa al Carrer Sant Sebastià, 3             | Saus, Camallera i Llampaies | casa         | Estil: arquitectura popular                                           | 42° 07′ 19″ N, 2° 57′ 47″ E / 42.121921°N,2.963048°E 87 msnm                                 | bé integrant del patrimoni cultural català | Casa al Carrer Sant Sebastià, 3             | Modifica les dades a Wikidata |
|        | casa al Carrer de l'Església, 11            | Llampaies                   | casa         | Estil: arquitectura popular                                           | 42° 07′ 18″ N, 2° 56′ 12″ E / 42.121671°N,2.936615°E 106 msnm                                | bé integrant del patrimoni cultural català | Casa al carrer de l'Església, 11            | Modifica les dades a Wikidata |
|        | casa al carrer Empordà                      | Saus, Camallera i Llampaies | casa         | Estil: arquitectura modernista arquitectura popular modernisme català | 42° 07′ 24″ N, 2° 57′ 54″ E / 42.123426°N,2.964935°E                                         | bé integrant del patrimoni cultural català | Casa al carrer Empordà, 1 (Camallera)       | Modifica les dades a Wikidata |
|        | casa al carrer Empordà, 6                   | Saus, Camallera i Llampaies | casa         | Estil: arquitectura popular                                           | 42° 07′ 24″ N, 2° 57′ 49″ E / 42.123286°N,2.963532°E                                         | bé integrant del patrimoni cultural català | Casa al carrer Empordà, 6 (Camallera)       | Modifica les dades a Wikidata |
|        | casa al carrer Ferrer i Fàbrega, 1          | Camallera                   | casa         | Estil: arquitectura popular                                           | 42° 07′ 23″ N, 2° 57′ 48″ E / 42.123191°N,2.963278°E 86 msnm                                 | bé integrant del patrimoni cultural català | Casa al carrer Ferrer i Fàbrega, 1          | Modifica les dades a Wikidata |
|        | casa al carrer Josep Ribot, 1               | Saus, Camallera i Llampaies | casa         | Estil: noucentisme                                                    | 42° 07′ 21″ N, 2° 57′ 54″ E / 42.12239°N,2.965069°E                                          | bé integrant del patrimoni cultural català | Casa al carrer Josep Ribot, 1               | Modifica les dades a Wikidata |
|        | casa al carrer Josep Ribot, 18              | Saus, Camallera i Llampaies | casa         | Estil: arquitectura popular                                           | 42° 07′ 21″ N, 2° 57′ 48″ E / 42.122551°N,2.963272°E                                         | bé integrant del patrimoni cultural català | Casa al carrer Josep Ribot, 18              | Modifica les dades a Wikidata |
|        | casa al carrer de Mossèn Cinto Verdaguer, 4 | Camallera                   | casa         | Estil: modernisme català                                              | 42° 07′ 24″ N, 2° 57′ 52″ E / 42.123295°N,2.964372°E ca:Carrer de Jacint Verdaguer 4 81 msnm | bé integrant del patrimoni cultural català | Casa al carrer de Mossèn Cinto Verdaguer, 4 | Modifica les dades a Wikidata |
|        | casa al carrer de l'Església, 6             | Saus                        | casa         | Estil: arquitectura popular                                           | 42° 07′ 57″ N, 2° 58′ 41″ E / 42.132629°N,2.978016°E 73 msnm                                 | bé integrant del patrimoni cultural català | Casa al carrer Església 6                   | Modifica les dades a Wikidata |

## edifici
| imatge | Nom                           | Ubicat a                    | instància de | Detalls                     | coordenades                                                 | Protecció                                  | Commons (més fotos)         | Dades a WD                    |
| ------ | ----------------------------- | --------------------------- | ------------ | --------------------------- | ----------------------------------------------------------- | ------------------------------------------ | --------------------------- | ----------------------------- |
|        | Casa de Cultura               | Saus, Camallera i Llampaies | edifici      | Estil: arquitectura popular | 42° 07′ 24″ N, 2° 57′ 50″ E / 42.123268°N,2.96378°E 86 msnm | bé integrant del patrimoni cultural català | Casa de Cultura (Camallera) | Modifica les dades a Wikidata |
|        | Casa estudi per a un fotògraf | Saus, Camallera i Llampaies | edifici      |                             |                                                             | bé integrant del patrimoni cultural català |                             | Modifica les dades a Wikidata |

## entitat singular de població
| imatge | Nom       | Ubicat a                    | instància de                                                                   | Detalls | coordenades                                                                | Protecció | Commons (més fotos) | Dades a WD                    |
| ------ | --------- | --------------------------- | ------------------------------------------------------------------------------ | ------- | -------------------------------------------------------------------------- | --------- | ------------------- | ----------------------------- |
|        | Camallera | Saus, Camallera i Llampaies | entitat singular de població ens local històric de Catalunya capital municipal | 674 hab | 42° 07′ 24″ N, 2° 57′ 44″ E / 42.1234°N,2.96236°E 86 msnm                  |           | Camallera           | Modifica les dades a Wikidata |
|        | Llampaies | Saus, Camallera i Llampaies | entitat singular de població ens local històric de Catalunya                   | 107 hab | 42° 07′ 18″ N, 2° 56′ 14″ E / 42.121770794316°N,2.9371733030837°E 103 msnm |           | Llampaies           | Modifica les dades a Wikidata |
|        | Saus      | Saus, Camallera i Llampaies | entitat singular de població ens local històric de Catalunya                   | 127 hab | 42° 07′ 57″ N, 2° 58′ 39″ E / 42.1325°N,2.97759°E 72 msnm                  |           | Saus                | Modifica les dades a Wikidata |

## església
| imatge | Nom                     | Ubicat a                              | instància de | Detalls                      | coordenades                                              | Protecció                                            | Commons (més fotos)        | Dades a WD                    |
| ------ | ----------------------- | ------------------------------------- | ------------ | ---------------------------- | -------------------------------------------------------- | ---------------------------------------------------- | -------------------------- | ----------------------------- |
|        | Sant Bartomeu           | Saus, Camallera i Llampaies           | església     |                              | 42° 07′ 22″ N, 2° 57′ 43″ E / 42.122718°N,2.96202°E      | bé integrant del patrimoni cultural català           | Sant Bartomeu de Camallera | Modifica les dades a Wikidata |
|        | Sant Martí de Llampaies | Saus, Camallera i Llampaies Llampaies | església     | Estil: arquitectura romànica | 42° 07′ 16″ N, 2° 56′ 12″ E / 42.12111111°N,2.93669444°E | bé d'interès cultural bé cultural d'interès nacional | Sant Martí de Llampaies    | Modifica les dades a Wikidata |
|        | Sant Sebastià           | Saus, Camallera i Llampaies           | església     | Estil: arquitectura popular  | 42° 07′ 15″ N, 2° 57′ 48″ E / 42.120845°N,2.963364°E     | bé integrant del patrimoni cultural català           | Sant Sebastià de Camallera | Modifica les dades a Wikidata |
|        | Santa Eugènia           | Saus, Camallera i Llampaies           | església     | Estil: arquitectura gòtica   | 42° 07′ 57″ N, 2° 58′ 43″ E / 42.132393°N,2.978668°E     | bé d'interès cultural bé cultural d'interès nacional | Santa Eugènia de Saus      | Modifica les dades a Wikidata |

## granja
| imatge | Nom                  | Ubicat a                    | instància de | Detalls | coordenades                                                         | Protecció | Commons (més fotos) | Dades a WD                    |
| ------ | -------------------- | --------------------------- | ------------ | ------- | ------------------------------------------------------------------- | --------- | ------------------- | ----------------------------- |
|        | Granja d'en Callís   | Saus, Camallera i Llampaies | granja       |         | 42° 06′ 57″ N, 2° 56′ 43″ E / 42.1157464948308°N,2.94535933560376°E |           |                     | Modifica les dades a Wikidata |
|        | Granja d'en Ventalló | Saus, Camallera i Llampaies | granja       |         | 42° 07′ 04″ N, 2° 58′ 24″ E / 42.1177017817987°N,2.97322924312431°E |           |                     | Modifica les dades a Wikidata |
|        | Granja d'en Vià      | Saus, Camallera i Llampaies | granja       |         | 42° 07′ 24″ N, 2° 56′ 46″ E / 42.1234203949579°N,2.9461633172729°E  |           |                     | Modifica les dades a Wikidata |

## masia
| imatge | Nom                                  | Ubicat a                    | instància de | Detalls                                                                      | coordenades                                                         | Protecció                                  | Commons (més fotos)                  | Dades a WD                    |
| ------ | ------------------------------------ | --------------------------- | ------------ | ---------------------------------------------------------------------------- | ------------------------------------------------------------------- | ------------------------------------------ | ------------------------------------ | ----------------------------- |
|        | Ca l'Arilla                          | Saus, Camallera i Llampaies | masia        |                                                                              | 42° 07′ 40″ N, 2° 56′ 30″ E / 42.1278133686321°N,2.9416950792746°E  |                                            |                                      | Modifica les dades a Wikidata |
|        | Ca l'Escalada                        | Saus, Camallera i Llampaies | masia        |                                                                              | 42° 07′ 56″ N, 2° 58′ 36″ E / 42.1322299805729°N,2.97671997050696°E |                                            |                                      | Modifica les dades a Wikidata |
|        | Ca n'Elies                           | Saus, Camallera i Llampaies | masia        |                                                                              | 42° 07′ 24″ N, 2° 55′ 58″ E / 42.1232601915327°N,2.93272246384076°E |                                            |                                      | Modifica les dades a Wikidata |
|        | Cal Carter                           | Saus, Camallera i Llampaies | masia        |                                                                              | 42° 07′ 14″ N, 2° 57′ 45″ E / 42.1206529410925°N,2.96261840180215°E |                                            |                                      | Modifica les dades a Wikidata |
|        | Cal Gallec                           | Saus, Camallera i Llampaies | masia        |                                                                              | 42° 07′ 24″ N, 2° 56′ 01″ E / 42.1234587711481°N,2.93347233828717°E |                                            |                                      | Modifica les dades a Wikidata |
|        | Cal Masovers                         | Saus, Camallera i Llampaies | masia        |                                                                              | 42° 07′ 52″ N, 2° 58′ 39″ E / 42.1310052399045°N,2.97741009471438°E |                                            |                                      | Modifica les dades a Wikidata |
|        | Cal Rajoler                          | Saus, Camallera i Llampaies | masia        |                                                                              | 42° 07′ 11″ N, 2° 56′ 13″ E / 42.1197499992205°N,2.93682720653381°E |                                            |                                      | Modifica les dades a Wikidata |
|        | Cal Sastre                           | Saus, Camallera i Llampaies | masia        |                                                                              | 42° 07′ 56″ N, 2° 58′ 40″ E / 42.1321131310617°N,2.97790579223836°E |                                            |                                      | Modifica les dades a Wikidata |
|        | Cal Vermell                          | Saus, Camallera i Llampaies | masia        |                                                                              | 42° 06′ 59″ N, 2° 56′ 43″ E / 42.11636111°N,2.94524444°E 90 msnm    |                                            |                                      | Modifica les dades a Wikidata |
|        | Can Barbosa                          | Saus, Camallera i Llampaies | masia        |                                                                              | 42° 07′ 12″ N, 2° 56′ 13″ E / 42.1199751876879°N,2.93687537276202°E |                                            |                                      | Modifica les dades a Wikidata |
|        | Can Bella                            | Saus, Camallera i Llampaies | masia        |                                                                              | 42° 07′ 54″ N, 2° 58′ 39″ E / 42.1317617825544°N,2.97740982589493°E |                                            |                                      | Modifica les dades a Wikidata |
|        | Can Blau                             | Saus, Camallera i Llampaies | masia        |                                                                              | 42° 07′ 38″ N, 2° 58′ 12″ E / 42.1271938060414°N,2.96999485446405°E |                                            |                                      | Modifica les dades a Wikidata |
|        | Can Canova                           | Saus, Camallera i Llampaies | masia        |                                                                              | 42° 07′ 09″ N, 2° 56′ 07″ E / 42.1191726946537°N,2.93523093338766°E |                                            |                                      | Modifica les dades a Wikidata |
|        | Can Cristòfol                        | Saus, Camallera i Llampaies | masia        | Estil: arquitectura popular                                                  | 42° 07′ 21″ N, 2° 57′ 40″ E / 42.122587°N,2.961239°E                | bé integrant del patrimoni cultural català |                                      | Modifica les dades a Wikidata |
|        | Can Joanet                           | Saus, Camallera i Llampaies | masia        |                                                                              | 42° 07′ 11″ N, 2° 56′ 07″ E / 42.1196950701386°N,2.93523040142643°E |                                            |                                      | Modifica les dades a Wikidata |
|        | Can Juanola                          | Saus, Camallera i Llampaies | masia        |                                                                              | 42° 07′ 56″ N, 2° 58′ 43″ E / 42.1322843777332°N,2.97855912288097°E |                                            |                                      | Modifica les dades a Wikidata |
|        | Can Juscafresa                       | Saus, Camallera i Llampaies | masia        |                                                                              | 42° 07′ 27″ N, 2° 57′ 54″ E / 42.124274291265°N,2.9649875385947°E   |                                            |                                      | Modifica les dades a Wikidata |
|        | Can Malladron                        | Saus, Camallera i Llampaies | masia        |                                                                              | 42° 07′ 28″ N, 2° 56′ 09″ E / 42.1244508260333°N,2.93583047406942°E |                                            |                                      | Modifica les dades a Wikidata |
|        | Can Manel                            | Saus, Camallera i Llampaies | masia        |                                                                              | 42° 07′ 54″ N, 2° 58′ 40″ E / 42.1317798874068°N,2.97788170860815°E |                                            |                                      | Modifica les dades a Wikidata |
|        | Can Marc                             | Saus, Camallera i Llampaies | masia        |                                                                              | 42° 07′ 59″ N, 2° 58′ 41″ E / 42.1330678619795°N,2.97814745976383°E |                                            |                                      | Modifica les dades a Wikidata |
|        | Can Mas                              | Saus, Camallera i Llampaies | masia        |                                                                              | 42° 07′ 59″ N, 2° 58′ 39″ E / 42.1330136969354°N,2.97749408072988°E |                                            |                                      | Modifica les dades a Wikidata |
|        | Can Mateu                            | Saus, Camallera i Llampaies | masia        |                                                                              | 42° 07′ 20″ N, 2° 56′ 11″ E / 42.122163560044°N,2.93651026392128°E  |                                            |                                      | Modifica les dades a Wikidata |
|        | Can Montmer                          | Saus, Camallera i Llampaies | masia        |                                                                              | 42° 08′ 00″ N, 2° 58′ 40″ E / 42.1334640646588°N,2.97772382209022°E |                                            |                                      | Modifica les dades a Wikidata |
|        | Can Moresa                           | Saus, Camallera i Llampaies | masia        |                                                                              | 42° 07′ 17″ N, 2° 56′ 11″ E / 42.1212988584626°N,2.93636595443616°E |                                            |                                      | Modifica les dades a Wikidata |
|        | Can Peralada                         | Saus, Camallera i Llampaies | masia        | Estil: arquitectura gòtica arquitectura del Renaixement                      | 42° 07′ 24″ N, 2° 56′ 10″ E / 42.123337°N,2.936226°E 115 msnm       | bé integrant del patrimoni cultural català | Can Peralada                         | Modifica les dades a Wikidata |
|        | Can Pere Menric                      | Saus, Camallera i Llampaies | masia        |                                                                              | 42° 07′ 57″ N, 2° 58′ 39″ E / 42.1325813726937°N,2.97742163453561°E |                                            |                                      | Modifica les dades a Wikidata |
|        | Can Peric                            | Saus, Camallera i Llampaies | masia        |                                                                              | 42° 07′ 38″ N, 2° 58′ 21″ E / 42.1272034545621°N,2.9725598062686°E  |                                            |                                      | Modifica les dades a Wikidata |
|        | Can Perons                           | Saus, Camallera i Llampaies | masia        |                                                                              | 42° 07′ 23″ N, 2° 56′ 01″ E / 42.1230625846501°N,2.93364212562243°E |                                            |                                      | Modifica les dades a Wikidata |
|        | Can Puó                              | Saus, Camallera i Llampaies | masia        |                                                                              | 42° 07′ 28″ N, 2° 56′ 00″ E / 42.124368382155°N,2.93339879681693°E  |                                            |                                      | Modifica les dades a Wikidata |
|        | Can Quiteri                          | Saus, Camallera i Llampaies | masia        |                                                                              | 42° 07′ 39″ N, 2° 56′ 24″ E / 42.127380191592°N,2.94001373162807°E  |                                            |                                      | Modifica les dades a Wikidata |
|        | Can Rebleder                         | Saus, Camallera i Llampaies | masia        |                                                                              | 42° 07′ 27″ N, 2° 55′ 59″ E / 42.1243051750479°N,2.93312060214755°E |                                            |                                      | Modifica les dades a Wikidata |
|        | Can Reixac                           | Saus, Camallera i Llampaies | masia        | Estil: arquitectura gòtica arquitectura del Renaixement arquitectura popular | 42° 07′ 27″ N, 2° 56′ 09″ E / 42.124237°N,2.935965°E 120 msnm       | bé integrant del patrimoni cultural català | Can Reixac (Llampaies)               | Modifica les dades a Wikidata |
|        | Can Requesens                        | Saus, Camallera i Llampaies | masia        | Estil: arquitectura popular                                                  | 42° 07′ 16″ N, 2° 57′ 47″ E / 42.120989°N,2.963176°E 89 msnm        | bé integrant del patrimoni cultural català |                                      | Modifica les dades a Wikidata |
|        | Can Samaneta                         | Saus, Camallera i Llampaies | masia        |                                                                              | 42° 07′ 26″ N, 2° 56′ 00″ E / 42.1239359874253°N,2.93325407093314°E |                                            |                                      | Modifica les dades a Wikidata |
|        | Can Serrats                          | Saus, Camallera i Llampaies | masia        |                                                                              | 42° 07′ 53″ N, 2° 58′ 50″ E / 42.131438124177°N,2.98054375197816°E  |                                            |                                      | Modifica les dades a Wikidata |
|        | Can Siler                            | Saus, Camallera i Llampaies | masia        |                                                                              | 42° 07′ 50″ N, 2° 58′ 39″ E / 42.1305909759203°N,2.97757963484491°E |                                            |                                      | Modifica les dades a Wikidata |
|        | Can Valls                            | Saus, Camallera i Llampaies | masia        |                                                                              | 42° 07′ 36″ N, 2° 58′ 09″ E / 42.1266351707601°N,2.96911190986612°E |                                            |                                      | Modifica les dades a Wikidata |
|        | Can Ventalló                         | Saus, Camallera i Llampaies | masia        |                                                                              | 42° 07′ 19″ N, 2° 57′ 52″ E / 42.1220495102564°N,2.96439596782089°E |                                            |                                      | Modifica les dades a Wikidata |
|        | Can Vic                              | Saus, Camallera i Llampaies | masia        |                                                                              | 42° 07′ 53″ N, 2° 58′ 41″ E / 42.1313656158325°N,2.97801494880768°E |                                            |                                      | Modifica les dades a Wikidata |
|        | Can Xic                              | Saus, Camallera i Llampaies | masia        |                                                                              | 42° 07′ 29″ N, 2° 56′ 36″ E / 42.1247699780772°N,2.94328275852593°E |                                            |                                      | Modifica les dades a Wikidata |
|        | Mas Estela                           | Saus, Camallera i Llampaies | masia        | Estil: arquitectura gòtica arquitectura popular                              | 42° 07′ 20″ N, 2° 56′ 09″ E / 42.122148°N,2.935925°E 109 msnm       | bé integrant del patrimoni cultural català | Mas Estela                           | Modifica les dades a Wikidata |
|        | Mas Ferrer Pagès                     | Saus, Camallera i Llampaies | masia        |                                                                              | 42° 06′ 56″ N, 2° 57′ 56″ E / 42.11547222°N,2.965625°E 93 msnm      |                                            |                                      | Modifica les dades a Wikidata |
|        | Mas de la Riera                      | Saus, Camallera i Llampaies | masia        |                                                                              | 42° 06′ 55″ N, 2° 57′ 18″ E / 42.11538889°N,2.95505556°E 76 msnm    |                                            |                                      | Modifica les dades a Wikidata |
|        | casa al carrer Santiago Russinyol, 2 | Camallera                   | masia        | Estil: arquitectura popular                                                  | 42° 07′ 20″ N, 2° 57′ 45″ E / 42.122155°N,2.962449°E 92 msnm        | bé integrant del patrimoni cultural català | Casa al carrer Santiago Russinyol, 2 | Modifica les dades a Wikidata |
|        | l'Empedrat                           | Saus, Camallera i Llampaies | masia        |                                                                              | 42° 07′ 59″ N, 2° 58′ 53″ E / 42.1331764895683°N,2.98125711922023°E |                                            |                                      | Modifica les dades a Wikidata |

## muntanya
| imatge | Nom             | Ubicat a                    | instància de | Detalls | coordenades                                                         | Protecció | Commons (més fotos) | Dades a WD                    |
| ------ | --------------- | --------------------------- | ------------ | ------- | ------------------------------------------------------------------- | --------- | ------------------- | ----------------------------- |
|        | Puig d'en Mir   | Saus, Camallera i Llampaies | muntanya     |         | 42° 08′ 18″ N, 2° 58′ 33″ E / 42.13822222°N,2.9757°E 118 msnm       |           |                     | Modifica les dades a Wikidata |
|        | Puig de la Creu | Saus, Camallera i Llampaies | muntanya     |         | 42° 07′ 42″ N, 2° 56′ 21″ E / 42.12833333°N,2.93928056°E 141.8 msnm |           |                     | Modifica les dades a Wikidata |
|        | el Pujol        | Saus, Camallera i Llampaies | muntanya     |         | 42° 08′ 02″ N, 2° 56′ 42″ E / 42.13387222°N,2.94504722°E 107.7 msnm |           |                     | Modifica les dades a Wikidata |
|        | la Muntanya     | Saus, Camallera i Llampaies | muntanya     |         | 42° 07′ 04″ N, 2° 57′ 29″ E / 42.1179°N,2.95814°E 83.7 msnm         |           |                     | Modifica les dades a Wikidata |

## rectoria
| imatge | Nom                   | Ubicat a                    | instància de | Detalls                     | coordenades                                                  | Protecció                                  | Commons (més fotos)   | Dades a WD                    |
| ------ | --------------------- | --------------------------- | ------------ | --------------------------- | ------------------------------------------------------------ | ------------------------------------------ | --------------------- | ----------------------------- |
|        | Rectoria de Camallera | Saus, Camallera i Llampaies | rectoria     | Estil: arquitectura popular | 42° 07′ 21″ N, 2° 57′ 43″ E / 42.122605°N,2.962002°E 94 msnm | bé integrant del patrimoni cultural català | Rectoria de Camallera | Modifica les dades a Wikidata |
|        | Rectoria de Llampaies | Saus, Camallera i Llampaies | rectoria     | Estil: arquitectura popular | 42° 07′ 17″ N, 2° 56′ 10″ E / 42.1215°N,2.936179°E 105 msnm  | bé integrant del patrimoni cultural català | Rectoria de Llampaies | Modifica les dades a Wikidata |

## Misc
| imatge | Nom                                              | Ubicat a                    | instància de                   | Detalls                                                | coordenades                                                                    | Protecció                                  | Commons (més fotos)     | Dades a WD                    |
| ------ | ------------------------------------------------ | --------------------------- | ------------------------------ | ------------------------------------------------------ | ------------------------------------------------------------------------------ | ------------------------------------------ | ----------------------- | ----------------------------- |
|        | Bòbila de Llampaies                              | Saus, Camallera i Llampaies | teuleria                       | Estil: arquitectura popular                            | 42° 07′ 29″ N, 2° 56′ 39″ E / 42.124629°N,2.944034°E                           | bé integrant del patrimoni cultural català |                         | Modifica les dades a Wikidata |
|        | Estació de Camallera                             | Saus, Camallera i Llampaies | estació de ferrocarril edifici |                                                        | 42° 07′ 20″ N, 2° 57′ 55″ E / 42.12233333333333°N,2.9653888888888886°E 81 msnm |                                            | Camallera train station | Modifica les dades a Wikidata |
|        | Plaça Feliu                                      | Saus, Camallera i Llampaies | plaça                          | Estil: historicisme arquitectònic arquitectura popular | 42° 07′ 22″ N, 2° 57′ 41″ E / 42.122713°N,2.961524°E 94 msnm                   | bé integrant del patrimoni cultural català | Plaça Feliu             | Modifica les dades a Wikidata |
|        | Portal Nord                                      | Saus, Camallera i Llampaies | porta de ciutat                | Estil: arquitectura popular                            | 42° 07′ 58″ N, 2° 58′ 41″ E / 42.132814°N,2.978179°E                           | bé integrant del patrimoni cultural català | Portal Nord de Saus     | Modifica les dades a Wikidata |
|        | casa consistorial de Saus, Camallera i Llampaies | Saus, Camallera i Llampaies | casa consistorial              |                                                        | 42° 07′ 24″ N, 2° 57′ 50″ E / 42.123253°N,2.9638118°E                          |                                            |                         | Modifica les dades a Wikidata |
|        | font del Carrer del Mig                          | Saus, Camallera i Llampaies | font                           | Estil: arquitectura popular                            | 42° 07′ 24″ N, 2° 57′ 49″ E / 42.123286°N,2.963532°E                           | bé integrant del patrimoni cultural català | Font del Carrer del Mig | Modifica les dades a Wikidata |